# Liga Uruguaya de Básquetbol 2013-14
La XI Liga Uruguaya de Básquetbol 2013-14, organizada por la FUBB, comenzó el 26 de septiembre de 2013 y finalizó el 6 de mayo de 2014.

## Equipos participantes

### Liga Capital[1]
| Club                           | Ciudad     | Barrio         | Entrenador         | 12-13          |
| ------------------------------ | ---------- | -------------- | ------------------ | -------------- |
| Club Atlético Aguada           | Montevideo | La Aguada      | Javier Espindola   | Campeón        |
| Club Atlético Atenas           | Montevideo | Palermo        | Héctor Da Prá      | Ascenso        |
| Club Biguá                     | Montevideo | Villa Biarritz | Álvaro Tito        | Cuartos        |
| Club Atlético Bohemios         | Montevideo | Pocitos        | Federico Camiña    | Semifinal      |
| Defensor Sporting Club         | Montevideo | Parque Rodó    | Gerardo Jauri      | Vicecampeón    |
| Club Atlético Goes             | Montevideo | Goes           | Daniel Lovera      | Ascenso        |
| Asociación Hebraica y Macabi   | Montevideo | Ciudad Vieja   | Marcelo Signorelli | Cuartos        |
| Club Malvín                    | Montevideo | Malvín         | Pablo López        | Semifinal      |
| Montevideo Basket Ball Club    | Montevideo | Villa Muñoz    | Daniel Mancione    | Octavos        |
| Club Nacional de Football      | Montevideo | La Blanqueada  | Gonzalo Caneiro    | Clasificatorio |
| Club Atlético Olimpia          | Montevideo | Colón          | Álvaro Ponce       | Octavos        |
| Club Social y Deportivo Sayago | Montevideo | Sayago         | Horacio Perdomo    | Octavos        |
| Club Atlético Tabaré           | Montevideo | Parque Batlle  | Diego Losada       | Clasificatorio |
| Club Trouville                 | Montevideo | Pocitos        | Mateo Rubio Díaz   | Cuartos        |
| Unión Atlética                 | Montevideo | Malvín         | César Somma        | Cuartos        |

### Liga Sur[2]
| Club     | Departamento | Ciudad         | Entrenador | 12-13           |
| -------- | ------------ | -------------- | ---------- | --------------- |
| Albion   | Maldonado    | Pan de Azúcar  |            | Liga centro-Sur |
| Colegio  | Maldonado    | Maldonado      |            | Octavos         |
| Minas    | Lavalleja    | Minas          |            |                 |
| Nacional | Río Negro    | Fray Bentos    |            | Liga Litoral    |
| Plaza    | Colonia      | Nueva Helvecia |            | Liga centro-Sur |

### Liga Litoral Norte[3]
| Club               | Departamento | Ciudad | Entrenador | 12-13            |
| ------------------ | ------------ | ------ | ---------- | ---------------- |
| Allavena           | Paysandú     |        |            |                  |
| Barrio Obrero      | Paysandú     |        |            |                  |
| Círculo            | Salto        |        |            |                  |
| Colón              | Paysandú     |        |            |                  |
| Ferro              | Salto        |        |            |                  |
| Juventus           | Salto        |        |            | liga Litoral     |
| Nacional           | Salto        |        |            |                  |
| Pelotaris          | Paysandú     |        |            |                  |
| Salto Uruguay      | Salto        |        |            |                  |
| Touring            | Paysandú     |        |            |                  |
| Universitario      | Salto        |        |            | liga Litoral     |
| Paysandú Wanderers | Paysandú     |        |            | Super 4 interior |

## Desarrollo: Clasificatorio

### Liga Capital
| Puesto | Equipo            | PJ | PG | PP | Pts. |
| ------ | ----------------- | -- | -- | -- | ---- |
| 1º     | Aguada            | 14 | 11 | 3  | 25   |
| 1º     | Defensor Sporting | 14 | 11 | 3  | 25   |
| 1º     | Trouville         | 14 | 11 | 3  | 25   |
| 4º     | Malvín            | 14 | 10 | 4  | 24   |
| 5º     | Biguá             | 14 | 8  | 6  | 24   |
| 6º     | Hebraica y Macabi | 14 | 9  | 5  | 23   |
| 7º     | Goes              | 14 | 9  | 5  | 21   |
| 8º     | Atenas            | 14 | 7  | 7  | 21   |
| 9º     | Unión Atlética    | 14 | 6  | 8  | 20   |
| 10º    | Olimpia           | 14 | 5  | 9  | 19   |
| 11º    | Tabaré            | 14 | 5  | 9  | 19   |
| 12º    | Sayago            | 14 | 4  | 10 | 18   |
| 13º    | Nacional          | 14 | 5  | 9  | 17   |
| 14º    | Montevideo        | 14 | 3  | 11 | 17   |
| 15º    | Bohemios          | 14 | 1  | 13 | 15   |

|  | Equipos clasificados a la Súper Liga.           |
|  | Equipos clasificados al Torneo Reclasificatorio |

### Liga Sur
| Puesto | Equipo   | PJ | PG | PP | Pts. |
| ------ | -------- | -- | -- | -- | ---- |
| 1º     | Plaza    | 8  | 7  | 1  | 15   |
| 2º     | Nacional | 8  | 7  | 1  | 15   |
| 3º     | Albion   | 8  | 4  | 4  | 12   |
| 4º     | Minas    | 8  | 1  | 7  | 9    |
| 5º     | Colegio  | 8  | 1  | 7  | 9    |

|  | Zona clasificación a las Finales del Reclasificatorio. |

### Liga Litoral Norte
| Puesto | Equipo             | PJ | PG | PP | Pts. |
| ------ | ------------------ | -- | -- | -- | ---- |
| 1º     | Paysandú Wanderers | 22 | 21 | 1  | 43   |
| 2º     | Universitario      | 22 | 17 | 5  | 39   |
| 3º     | Allavena           | 22 | 16 | 6  | 38   |
| 4º     | Juventus           | 22 | 15 | 7  | 37   |
| 5º     | Ferro              | 22 | 13 | 9  | 35   |
| 6º     | Salto Uruguay      | 22 | 13 | 9  | 35   |
| 7º     | Touring            | 22 | 12 | 10 | 34   |
| 8º     | Pelotaris          | 22 | 12 | 10 | 34   |
| 9º     | Barrio Obrero      | 22 | 4  | 18 | 26   |
| 10º    | Colón              | 22 | 4  | 18 | 26   |
| 11º    | Nacional           | 22 | 3  | 19 | 25   |
| 12º    | Círculo            | 22 | 2  | 20 | 24   |

|  | Clasifican Reclasificatorio |

## Desarrollo: Super Liga
| Puesto | Equipo            | PJ | PG | PP | Pts. |
| ------ | ----------------- | -- | -- | -- | ---- |
| 1º     | Malvín            | 28 | 22 | 6  | 38   |
| 2º     | Defensor Sporting | 28 | 22 | 6  | 37.5 |
| 3º     | Aguada            | 28 | 20 | 8  | 35.5 |
| 4º     | Atenas            | 28 | 14 | 14 | 31.5 |
| 5º     | Trouville         | 28 | 16 | 12 | 31.5 |
| 6º     | Hebraica y Macabi | 28 | 15 | 13 | 31.5 |
| 7º     | Biguá             | 28 | 11 | 17 | 28   |
| 8º     | Goes              | 28 | 12 | 16 | 27.5 |

|  | Clasificado a cuartos de final. |
|  | Clasificado a octavos de final  |

## Desarrollo: Reclasificatorio

### Liga Capital
| Puesto | Equipo         | PJ | PG | PP | Pts. |
| ------ | -------------- | -- | -- | -- | ---- |
| 9º     | Olimpia        | 26 | 13 | 13 | 29.5 |
| 10º    | Montevideo     | 26 | 11 | 15 | 28.5 |
| 11º    | Sayago         | 26 | 11 | 15 | 28   |
| 12º    | Bohemios       | 26 | 9  | 17 | 27.5 |
| 13º    | Nacional       | 26 | 12 | 14 | 27.5 |
| 14º    | Tabaré         | 26 | 9  | 17 | 25.5 |
| 15º    | Unión Atlética | 26 | 6  | 20 | 22   |

|  | Clasificado a Finales Reclasificatorio. |
|  | Descendido a Liga Metropolitana         |

### Liga Litoral Norte
|  | Cuartos de final       | Cuartos de final       |               |                    | Semifinales            | Semifinales            |  |          | Final                  | Final                  |  |
|  | Al mejor de 5 partidos | Al mejor de 5 partidos |               |                    | Al mejor de 7 partidos | Al mejor de 7 partidos |  |          | Al mejor de 7 partidos | Al mejor de 7 partidos |  |
|  |                        |                        |               |                    |                        |                        |  |          |                        |                        |  |
|  |                        |                        |               |                    |                        |                        |  |          |                        |                        |  |
|  | Paysandú Wanderers     | 3                      |               |                    |                        |                        |  |          |                        |                        |  |
|  | Paysandú Wanderers     | 3                      |               |                    |                        |                        |  |          |                        |                        |  |
|  | Pelotaris              | 2                      |               |                    |                        |                        |  |          |                        |                        |  |
|  | Pelotaris              | 2                      |               | Paysandú Wanderers | 1                      |                        |  |          |                        |                        |  |
|  |                        |                        |               | Paysandú Wanderers | 1                      |                        |  |          |                        |                        |  |
|  |                        |                        | Allavena      | 3                  |                        |                        |  |          |                        |                        |  |
|  | Allavena               | 3                      | Allavena      | 3                  |                        |                        |  |          |                        |                        |  |
|  | Allavena               | 3                      |               |                    |                        |                        |  |          |                        |                        |  |
|  | Touring                | 0                      |               |                    |                        |                        |  |          |                        |                        |  |
|  | Touring                | 0                      |               |                    |                        |                        |  | Allavena | 3                      |                        |  |
|  |                        |                        |               |                    |                        |                        |  | Allavena | 3                      |                        |  |
|  |                        |                        | Universitario | 1                  |                        |                        |  |          |                        |                        |  |
|  | Universitario          | 3                      | Universitario | 1                  |                        |                        |  |          |                        |                        |  |
|  | Universitario          | 3                      |               |                    |                        |                        |  |          |                        |                        |  |
|  | Salto Uruguay          | 2                      |               |                    |                        |                        |  |          |                        |                        |  |
|  | Salto Uruguay          | 2                      |               | Universitario      | 4                      |                        |  |          |                        |                        |  |
|  |                        |                        |               | Universitario      | 4                      |                        |  |          |                        |                        |  |
|  |                        |                        | Juventus      | 3                  |                        |                        |  |          |                        |                        |  |
|  | Juventus               | 3                      | Juventus      | 3                  |                        |                        |  |          |                        |                        |  |
|  | Juventus               | 3                      |               |                    |                        |                        |  |          |                        |                        |  |
|  | Ferro Carril           | 0                      |               |                    |                        |                        |  |          |                        |                        |  |
|  | Ferro Carril           | 0                      |               |                    |                        |                        |  |          |                        |                        |  |
|  |                        |                        |               |                    |                        |                        |  |          |                        |                        |  |

De esta manera, Allavena, Paysandú Wanderers, Universitario y Juventus de Salto, competirán en el Súper Cuatro o Cuandrangular Clasificatorio Litoral Norte y serán los cuatro equipos que pugnen por los dos lugares que asiste al campeón y vicecampeón del litoral norte para participar en los Playoff de la liga uruguaya de básquetbol.
Junto a estos dos equipos se clasificarán dos equipos más del interior, éstos del litoral sur. Los playoff serán jugados ante los equipos de Montevideo que terminen entre el noveno y el duodécimo lugar.

### Súper 4
Desarrollo: Paysandú Wanderers 76-Universitario 74, y Juventus 101-86 Allavena.
Final: Paysandú Wanderers 86-78 Juventus
1º Paysandú Wanderes (Paysandú)
2º Juventus (Salto)
Paysandú Wanderers jugará una serie al mejor de tres contra el 12º de la Reclasificación de Montevideo como local, visitante, neutral).
Juventus jugará la serie al mejor de tres ante el 10º de la Reclasificación capitalina, y lo hará como visitante, local, neutral.

### Finales Reclasificatorio
| Final 1  |   | Final 2    |   | Final 3  |   | Final 4            |   |
| -------- | - | ---------- | - | -------- | - | ------------------ | - |
| Olimpia  | 2 | Montevideo | 2 | Sayago   | 1 | Bohemios           | 2 |
| Nacional | 0 | Juventus   | 0 | Plaza NH | 2 | Paysandú Wanderers | 0 |

## Desarrollo: Play off
Todos los partidos de esta etapa se juegan en el Palacio Peñarol.
|  | Octavos de final       | Octavos de final       |        |   | Cuartos de final       | Cuartos de final       |  |  | Semifinales            | Semifinales            |  |  | Final                  | Final                  |
|  | Al mejor de 5 partidos | Al mejor de 5 partidos |        |   | Al mejor de 5 partidos | Al mejor de 5 partidos |  |  | Al mejor de 5 partidos | Al mejor de 5 partidos |  |  | Al mejor de 7 partidos | Al mejor de 7 partidos |
|  |                        |                        |        |   |                        |                        |  |  |                        |                        |  |  |                        |                        |
|  |                        |                        |        |   |                        |                        |  |  |                        |                        |  |  |                        |                        |
|  |                        |                        |        |   |                        |                        |  |  |                        |                        |  |  |                        |                        |
|  |                        | -                      |        |   |                        |                        |  |  |                        |                        |  |  |                        |                        |
|  |                        |                        |        |   |                        |                        |  |  |                        |                        |  |  |                        |                        |
|  |                        | -                      |        |   |                        |                        |  |  |                        |                        |  |  |                        |                        |
|  | Malvín                 | 3                      |        |   |                        |                        |  |  |                        |                        |  |  |                        |                        |
|  | Malvín                 | 3                      |        |   |                        |                        |  |  |                        |                        |  |  |                        |                        |
|  |                        | Goes                   | 0      |   |                        |                        |  |  |                        |                        |  |  |                        |                        |
|  | Goes                   | Goes                   | 0      | 3 |                        |                        |  |  |                        |                        |  |  |                        |                        |
|  | Goes                   |                        |        | 3 |                        |                        |  |  |                        |                        |  |  |                        |                        |
|  | Olimpia                | 1                      |        |   |                        |                        |  |  |                        |                        |  |  |                        |                        |
|  | Olimpia                | 1                      | Malvín | 3 |                        |                        |  |  |                        |                        |  |  |                        |                        |
|  |                        |                        |        | 3 |                        |                        |  |  |                        |                        |  |  |                        |                        |
|  |                        | Atenas                 | 0      |   |                        |                        |  |  |                        |                        |  |  |                        |                        |
|  |                        | Atenas                 | 0      |   |                        |                        |  |  |                        |                        |  |  |                        |                        |
|  |                        |                        |        |   |                        |                        |  |  |                        |                        |  |  |                        |                        |
|  |                        |                        |        |   |                        |                        |  |  |                        |                        |  |  |                        |                        |
|  | Atenas                 | 3                      |        |   |                        |                        |  |  |                        |                        |  |  |                        |                        |
|  | Atenas                 | 3                      |        |   |                        |                        |  |  |                        |                        |  |  |                        |                        |
|  |                        | Trouville              | 1      |   |                        |                        |  |  |                        |                        |  |  |                        |                        |
|  | Trouville              | Trouville              | 1      | 3 |                        |                        |  |  |                        |                        |  |  |                        |                        |
|  | Trouville              |                        |        | 3 |                        |                        |  |  |                        |                        |  |  |                        |                        |
|  | Bohemios               | 2                      |        |   |                        |                        |  |  |                        |                        |  |  |                        |                        |
|  | Bohemios               | 2                      | Malvín | 4 |                        |                        |  |  |                        |                        |  |  |                        |                        |
|  |                        |                        |        | 4 |                        |                        |  |  |                        |                        |  |  |                        |                        |
|  |                        | Defensor Sporting      | 1      |   |                        |                        |  |  |                        |                        |  |  |                        |                        |
|  |                        | Defensor Sporting      | 1      |   |                        |                        |  |  |                        |                        |  |  |                        |                        |
|  |                        |                        |        |   |                        |                        |  |  |                        |                        |  |  |                        |                        |
|  |                        |                        |        |   |                        |                        |  |  |                        |                        |  |  |                        |                        |
|  | Aguada                 | 3                      |        |   |                        |                        |  |  |                        |                        |  |  |                        |                        |
|  | Aguada                 | 3                      |        |   |                        |                        |  |  |                        |                        |  |  |                        |                        |
|  |                        | Hebraica y Macabi      | 2      |   |                        |                        |  |  |                        |                        |  |  |                        |                        |
|  | Hebraica y Macabi      | Hebraica y Macabi      | 2      | 3 |                        |                        |  |  |                        |                        |  |  |                        |                        |
|  | Hebraica y Macabi      |                        |        | 3 |                        |                        |  |  |                        |                        |  |  |                        |                        |
|  | Plaza NH               | 0                      |        |   |                        |                        |  |  |                        |                        |  |  |                        |                        |
|  | Plaza NH               | 0                      | Aguada | 1 |                        |                        |  |  |                        |                        |  |  |                        |                        |
|  |                        |                        |        | 1 |                        |                        |  |  |                        |                        |  |  |                        |                        |
|  |                        | Defensor Sporting      | 3      |   |                        |                        |  |  |                        |                        |  |  |                        |                        |
|  |                        | Defensor Sporting      | 3      |   |                        |                        |  |  |                        |                        |  |  |                        |                        |
|  |                        |                        |        |   |                        |                        |  |  |                        |                        |  |  |                        |                        |
|  |                        |                        |        |   |                        |                        |  |  |                        |                        |  |  |                        |                        |
|  | Defensor Sporting      | 3                      |        |   |                        |                        |  |  |                        |                        |  |  |                        |                        |
|  | Defensor Sporting      | 3                      |        |   |                        |                        |  |  |                        |                        |  |  |                        |                        |
|  |                        | Biguá                  | 2      |   |                        |                        |  |  |                        |                        |  |  |                        |                        |
|  | Biguá                  | Biguá                  | 2      | 3 |                        |                        |  |  |                        |                        |  |  |                        |                        |
|  | Biguá                  |                        |        | 3 |                        |                        |  |  |                        |                        |  |  |                        |                        |
|  | Montevideo             | 1                      |        |   |                        |                        |  |  |                        |                        |  |  |                        |                        |
|  | Montevideo             | 1                      |        |   |                        |                        |  |  |                        |                        |  |  |                        |                        |

| Campeón de la LUB 2013-14  |
| -------------------------- |
| Malvín 3° Título de la LUB |